# رگه نواری
رگه نواری یا شیلرن (به آلمانی: Schlieren) به ناهمگونی نوری در یک ماده شفاف گفته می‌شود که لزوماً با چشم انسان قابل رویت نیست.

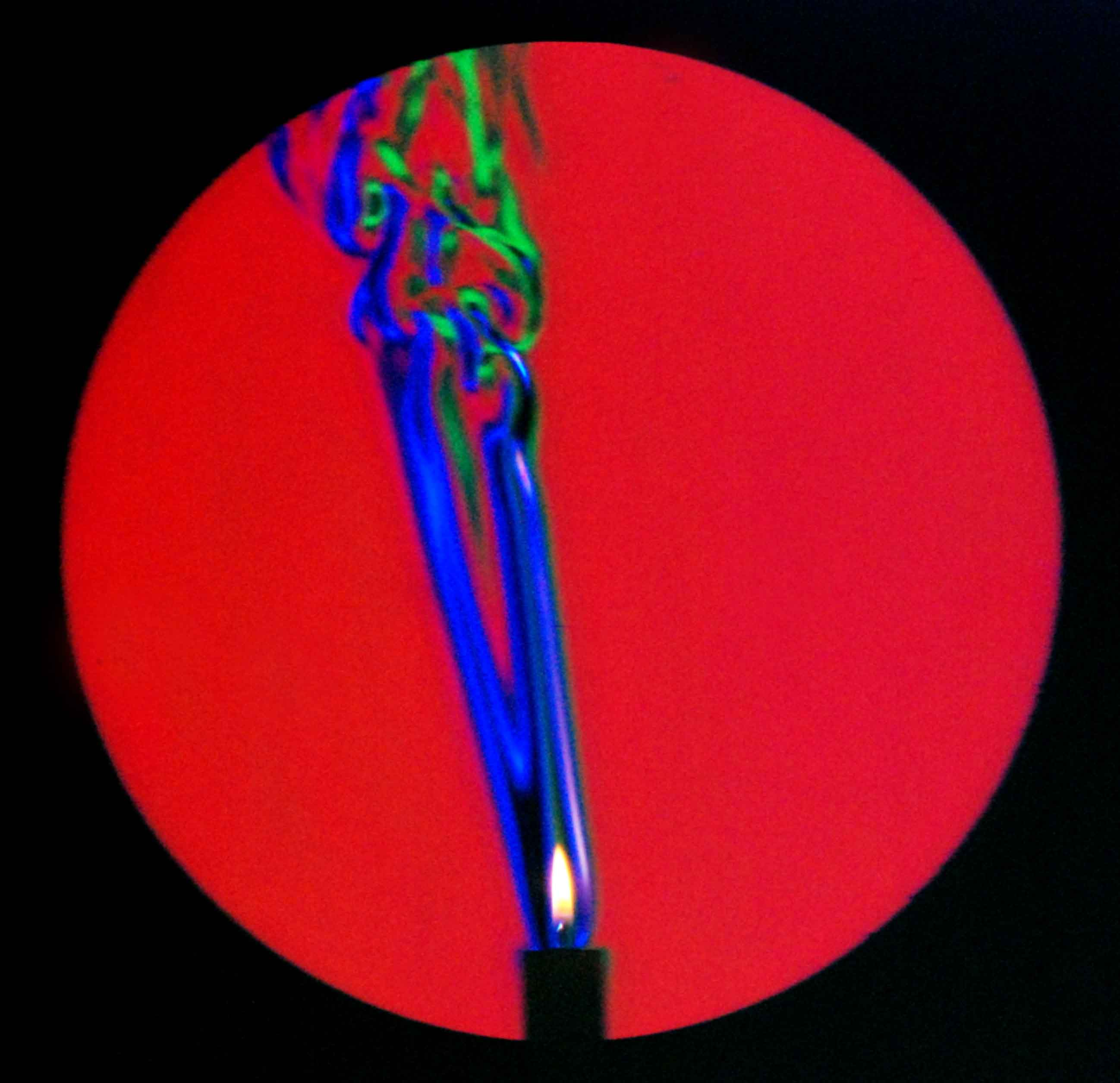
نگاره رگه نواری رنگی نمایانگر حرکت جریان روی شمع در حال گداز

به دلیل نیازی که برای ساخت عدسی‌هایی با کیفیت-بالا بدون وجود این ناهمگونی‌ها وجود داشت، فیزیک رگه نواری شکل گرفت. این ناهمگونی‌ها، تفاوت‌های متمرکز شده طول مسیر نور هستند که باعث انحراف نور می‌شوند. این انحرافات می‌تواند باعث درخشش بیشتر، تمرکز تاریکی یا حتی تغییر رنگ در یک تصویر شوند و بستگی به این دارد که نور به چه سمتی منحرف شده باشد.

## پیشینه
به نظر می‌رسد رگه نواری نخست توسط رابرت هوک که در هنگام کار با عدسی و شمع بود مشاهده گشت.

## کاربرد
از اثر رگه نواری در ساخت ویدئو پروژکتورها استفاده می‌شود.